# Pietroșani (Argeș)
Pietroșani è un comune della Romania di 5 967 abitanti, ubicato nel distretto di Argeș, nella regione storica della Muntenia.